# 1-Methylcyclopropen
1-Methylcyclopropen (1-MCP) ist ein gasförmiger, ungesättigter, cyclischer Kohlenwasserstoff aus der Gruppe der Cycloalkene.

## Darstellung und Gewinnung
1-Methylcyclopropen kann durch eine Cyclisierung von Methacrylsäurechlorid mittels Natriumamid in flüssigem Ammoniak hergestellt werden. Die Umsetzung von 3-Chlor-2-methylpropen mit Natriumamid ergibt ebenfalls die Zielverbindung.

## Verwendung
1-Methylcyclopropen wird im Obst- und Gemüsebau zur Verzögerung der natürlichen Alterung der geernteten Produkte eingesetzt. Auch bei der Produktion von Schnitt- und Topfblumen wird es zur Verlangsamung des Welkevorgangs verwendet. Bereits eine einmalige Begasung verhindert durch Belegung der Ethylen-Rezeptoren in den Zellmembranen eine Aufnahme des den biochemischen Reife- oder Welkungsprozess auslösenden Gases Ethylen durch die Zelle, da 1-MCP bereits in Konzentrationen von wenigen ppb wirksam ist. Der weitere Reifungs- und Welkeprozess wird deutlich verlangsamt.
Dabei bleibt die Wirkung so lange erhalten, wie die behandelten Produkte gekühlt werden; nach einer Temperaturerhöhung können neue Ethylen-Rezeptoren gebildet werden und der Reife- oder Welkungsvorgang setzt sich fort.

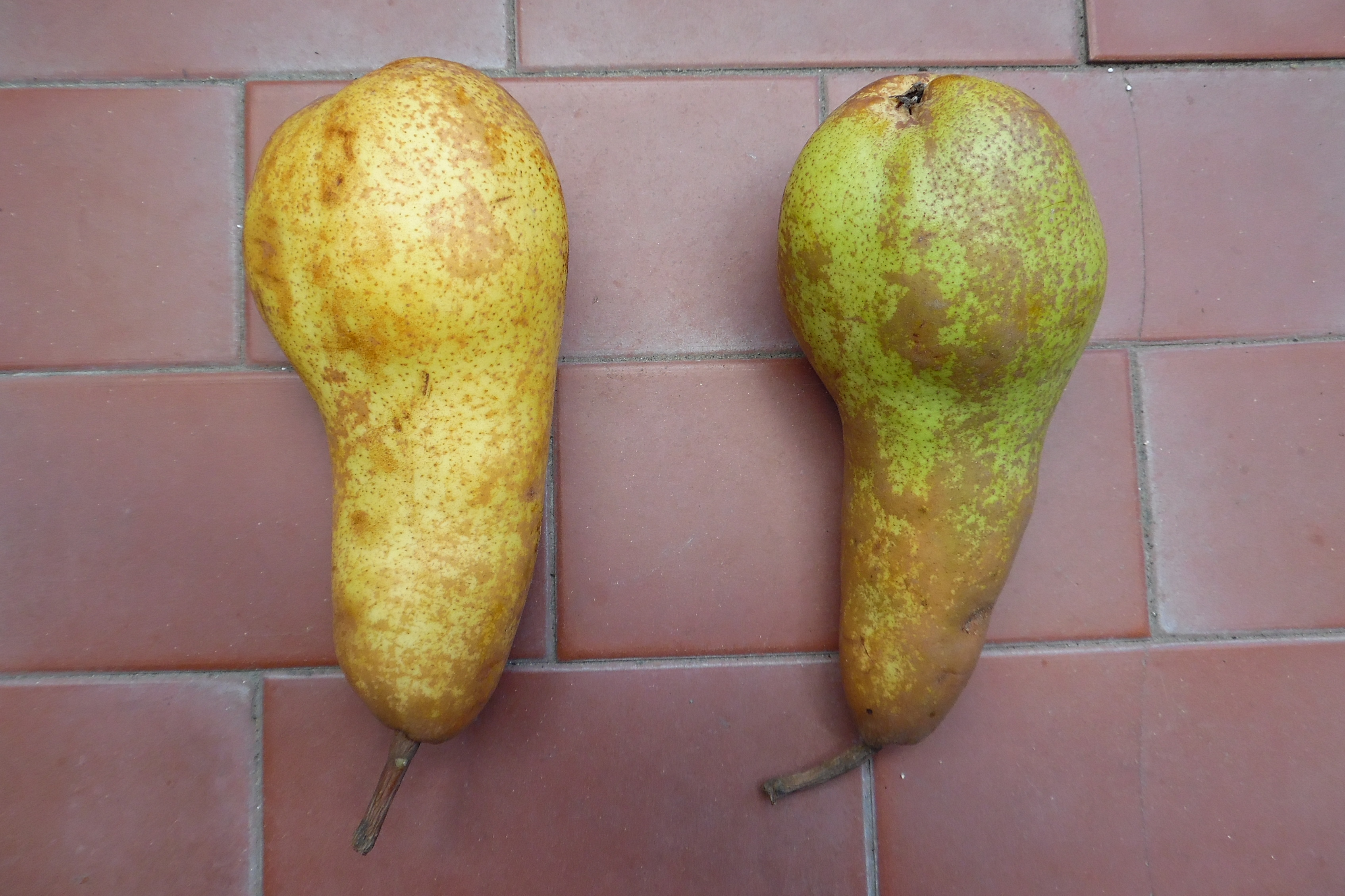
Wirkung von 1-MCP: Links unbehandelte Birne, rechts mit 1-MCP behandelte; die Lagerzeit war jeweils gleich lang

### Apfellagerung
Der Einsatz bei Äpfeln ist in der EU und der Schweiz zugelassen, die Verwendung muss nicht gekennzeichnet werden. Der Stoff ist nicht bei allen Sorten einsetzbar, da teilweise physiologische Krankheiten gefördert werden.
Geeignet sind:
- Elstar (Kühlhaus)
- Rubinette
- Gloster
- Rubens
- Jonagold und -Mutanten
- Golden Delicious
- Gala
- Idared
- Delcorf

Bedingt geeignet sind:
- Elstar (CA/ULO) in Jahren ohne Schalenfleckenprobleme
- Boskoop
- Topaz, Gala, Shampion, Cox Orange: Schale im Stielbereich kann sich verfärben

Ungeeignet sind:
- Braeburn
- Holsteiner Cox

## Kritik
Nach Begasung mit 1-MCP ist der Verbraucher nicht in der Lage, das Alter des Obstes zu erkennen; ob es beispielsweise eine Woche oder ein Jahr alt ist. Eine Alterung findet dennoch statt, z. B. beim Abbau von Vitamin C.

## Zulassungsstatus
1-MCP ist als Begasungsmittel seit 2005 in der EU, den USA und einigen anderen Ländern weltweit zugelassen und wird als Ergänzung und Verbesserung von konventionellen Kühl- und CA-Lagerungsmethoden angesehen.

## Handelsformen
Handelsnamen für Formulierungen des 1-MCP sind SmartFresh, EthylBloc und FreshStart des US-amerikanischen Herstellers AgroFresh oder Fysium des US-amerikanischen Herstellers Pace International LLC. In einer Formulierung von SmartFresh wird das gasförmige 1-MCP in cyclisch geschlossenen Oligosacchariden, den sogenannten Cyclodextrinen verpackt. Diese Cyclodextrine stellen Zuckermoleküle dar, die sich in Wasser auflösen und so das 1-MCP freisetzen.
Als Hersteller von Cyclodextrinen ist an der SmartFresh-Formulierung die Firma Wacker Chemie beteiligt, die jährlich rund 5000 Tonnen der Cyclodextrine herstellt.